# Савирис, Нагиб
Нагиб Онси Савирис (англ. Naguib Onsi Sawiris или англ. Naguib Onsi Sawires, масри نجيب انسى ساويرس, МФА næˈɡiːb ˈʔonsi sæˈwiːɾɪs или МФА sæˈwiːɾes) — египетский предприниматель, старший из трёх сыновей известного предпринимателя Онси Савириса (Onsi Sawiris), другие два: Сами Савирис и Нассеф Савирис.
Женат, имеет четверых детей. Нагиб имеет аттестат зрелости German Protestant School (англ. German Protestant School), также получил образование бизнес-администратора в Швейцарской высшей технической школе Цюриха (степень аналогичная мастеру). В 2012 году Forbes поставил его на 2 место в списке богатейших людей Египта (3,1 млрд $). Исповедует христианство коптской православной церкви.

## Начало карьеры
В 1979 году Нагиб присоединился к Orascom Group (англ. Orascom Group) своего отца, самой большой частной компании в Египте по рыночной капитализации на египетской бирже в то время. Его деятельность в Orascom начиналась с управления проектами строительства автомобильных и железных дорог, но со временем всё более очевидным становилось его стремление к преобразованию компании из предприятия, специализирующегося исключительно на выполнении строительных заказов, в многопрофильный холдинг, занимающийся также производством строительных материалов и конструкций, эксплуатацией вводимых в строй объектов промышленного и социального назначения, но прежде всего — ориентированный на развитие электронной техники и коммуникационных систем. Первыми шагами на пути внедрения Orascom в сферу информационных технологий и телекоммуникаций были операции по поставке на египетский рынок в 1991-93 годах оборудования и программного обеспечения Microsoft, Hewlett-Packard, Compaq, IBM и других лидеров мировой индустрии ИТ, с которыми Нагиб Савирис постепенно налаживает контакты, переросшие впоследствии в постоянное и эффективное партнёрство. А в 1994 году, продолжая завоёвывать себе место на едва-едва формирующемся телекоммуникационном рынке Египта, Orascom приобретает долю в государственной компании InTouch, которая являлась первым поставщиком услуг сотовой связи и Интернета в стране. Его отец к подобным инициативам сына отнесся с полным пониманием, оказав значительную поддержку, выразившуюся в привлечении всевозможной организационной помощи и дополнительных инвестиций из частных и государственных источников, с которыми у основателя Orascom за долгие годы установились тесные и хорошие взаимоотношения.
Решение египетского правительства о либерализации национальной индустрии и рынка связи приводит в 1995-96 годах к появлению в стране множества частных телекоммуникационных структур, значительная часть которых функционирует очень недолго и, доказав свою несостоятельность, прекращает существование. Тем временем руководство Orascom, уже создав себе необходимую организационно-техническую базу и возможность для манёвра, избирает тактику выжидания и, наблюдая за этим процессом со стороны, планомерно скупает целый ряд фирм, успевших зарекомендовать себя полноценными участниками образующегося рынка. Кроме того, компания Савирисов становится соучредителем совместного предприятия, выигравшего тендер на получение первой в Египте государственной лицензии на реализацию технологии VSAT, а также организатором и ведущим участником консорциума, инициировавшего создание первой в стране частной таксофонной сети.
По прошествии полутора-двух лет положение Orascom на национальном рынке связи вместе с накопленным компанией технологическим и производственным потенциалом уже позволяет ей претендовать на право стать первым в стране лицензированным провайдером телекоммуникационных услуг стандарта GSM. Решение о выходе на новый уровень бизнеса в этой отрасли влечёт за собой существенную организационную перестройку всего уже сложившегося корпоративного уклада Orascom. 27 июля 1997 года в составе превращающегося в диверсифицированное промышленное объединение фамильного предприятия образуется самостоятельная компания Orascom Telecom (англ. Orascom Telecom), в которой концентрируются все имеющиеся в распоряжении возглавившего её Нагиба мощности VSAT, беспроводной и фиксированной связи.

## Wind Telecom S.p.A

### Orascom Telecom Holding
С образования Orascom Telecom начинается радикальная реформа, коренная реконструкция и полная реструктуризация основанного Онси Савирисом бизнеса. На базе подразделений, специализировавшихся на поставках электронной техники и программных систем, под руководством того же Нагиба создается Orascom IT Group — торгово-посредническая и интеграционно-консалтинговая структура, которая впоследствии трансформируется в ИТ-компанию Orascom Technology Solutions (OTS) (англ. Orascom Technology Solutions).
В 1999—2000 годах при поддержке корпораций France Telecom и Motorola компания Нагиба Савириса берет под свой контроль несколько GSM-операторов Ближнего Востока и Африки: 51 % ECMS-MobiNil (Египет), JMTS-Fastlink (Иордания), 38,6 % PMCL-Mobilink (Пакистан) и 80 % Telecel (действующий в 11 африканских странах: Бенине, Буркина-Фасо, Бурунди, Центральноафриканской Республике, Кот-д’Ивуаре, Демократической Республике Конго, Габоне, Того, Уганде, Замбии, Зимбабве).
В 2000 году Orascom Telecom с успехом проводит первичное размещение своих акций на фондовом рынке Каира и Александрии, а потом и на Лондонской бирже.
В 2001 году Orascom Telecom получает лицензии на оказание услуг GSM в Сирии, Алжире и Тунисе.
В 2002 году для развертывания и эксплуатации своих GSM-сетей на территории Туниса Orascom Telecom создает совместное с компанией Wataniya предприятие, получившее название Tunisiana.
В октябре 2003 года Orascom Telecom побеждает в конкурсе на право осуществления телекоммуникационной деятельности в центральных районах Ирака и в условиях непрекращающихся вооружённых столкновений и террористических актов (в ходе которых сотрудников компании даже похищали) приступает к организации там систем цифровой связи под флагом новообразованной компании IraQna.
В 2004 году, выкупив все права на проведение операций по технологии GSM в Бангладеш, египетский концерн учреждает там своё дочернее предприятие Banglalink.
В 2005 году Нагиб Савирис приобретает полный контроль над ведущей телекоммуникационной компанией Алжира Djezzy (87,6 %), а затем 19,3 % акций гонконгской компании Hutchison Telecom International, благодаря чему холдинг ОТН получает доступ к управлению 2G-коммуникациями на территории ещё 15 развивающихся стран Азии и Африки.

### Weather Investments S.p.A.
В июне 2005 года Савирис создает инвестиционную компанию Weather Investments S.p.A. (англ. Weather Investments S.p.A.), которая покупает третьего по размеру оператора сотовой связи в Италии Wind Telecomunicazioni S.p.A. (англ. Wind Telecomunicazioni S.p.A.).
В июне же 2005 года собственником 50 % плюс одной акции Orascom Telecom Holding становится Weather Investments.
7 февраля 2007 года Weather Investments покупает греческого оператора связи TIM Hellas (англ. TIM Hellas) у Apax Partners (англ. Apax Partners) и Texas Pacific Group (теперь TPG Capital (англ. TPG Capital)) за 500 млн евро, при этом компания имеет 2,4 млрд евро чистого долга (семье Савирисов на тот момент принадлежит 97 % Weather Investments). 5 июня 2007 года меняет бренд на WIND Hellas. Долговой кризис в Греции вынудил Савириса продать холдинговую компанию Weather Finance III (включала в себя Wind Hellas и Largo Ltd.) группе кредиторов SSN Ad-Hoc Committee (включает в себя Anchorage Capital Group, Mount Kellett Capital Partners, Eton Park International, Taconic Capital Advisers UK, MBSP Ltd, PEP TMT SSF Cayman, Angelo Gordon & Co) в декабре 2010 года. Новый владельцы обещали вложить 555 $ млн для уменьшения долга и развития компании. Бренд Wind всё ещё используется греческим оператором.
В 2008 году компания приобретает лицензию на оказание услуг мобильной связи в КНДР, создав первый в истории этой страны оператор сотовой связи Koryolink (англ. Koryolink).
В декабре 2009 года Globalive Wireless начинает оказание услуг мобильной связи в Канаде под брендом Wind Mobile, осуществляя свою деятельность в Торонто, Калгари, Эдмонтоне. Orascom Telecom Holding принадлежит 65 % Globalive Communications Corporation.
В январе 2011 года компания решает изменить своё название Weather Investments S.p.A. на Wind Telecom S.p.A., чтобы привнести новый облик в группу.
В январе же 2011 года Orascom Telecom Holding завершает сделку по продаже 50 % оператора Tunisiana компании Qatar Telecom (англ. Qatar Telecom) за 1,2 млрд $. Продажа доли в Tunisiana катарскому оператору — вариант, о предпочтительности которого власти Туниса заявили после объявления о готовящейся сделке по продаже телекоммуникационных активов Нагиба Савириса Vimpelcom Ltd.

### VimpelCom Ltd.
4 октября 2010 года было объявлено о возможном приобретении компанией VimpelCom Ltd. телеком-конгломерата Weather Investments. Согласно договоренности с Weather Vimpelcom получит 51,7 % египетской Orascom Telecom Holding (владеет акциями девяти компаний в Канаде и странах Африки и Азии) и 100 % итальянской Wind, а Савирис — 20 % Vimpelcom Ltd. и 1,8 млрд $ наличными. Но одним из обязательных условий завершения сделки было одобрение нового акционерного соглашения объединенной компании, оно оказалось не выполнено, поэтому сделку отложили.
17 марта 2011 года акционеры VimpelCom Ltd. одобрили выпуск новых обычных и привилегированных акций. Бывшие владельцы Wind Telecom в составе нового фонда Weather Investments II получили 325,639,827 обычных и 305,000,000 привилегированных акций VimpelCom, 1,495 млн $. 15 апреля 2011 года было объявлено о завершении слияния VimpelCom Ltd. и Wind Telecom S.p.A., вследствие чего VimpelCom Ltd. получила контроль над 51,7 % Orascom Telecom Holding S.A.E. («Orascom Telecom») и 100 % WIND Telecomunicazioni S.p.A. («Wind Italy»). Таким образом, VimpelCom Ltd. стал шестым по количеству абонентов оператором связи, присутствуя в 20 странах мира. Общее количество абонентов на 31 декабря 2010 года составляло 181 млн.
В феврале 2012 года Telenor приобрела у Weather Investments II 234 млн привилегированных акций Vimpelcom, увеличив долю в холдинге с 25,01 до 36,36 % голосующих акций, а затем докупила ещё 3,15 % у JPMorgan Securities, доведя долю в Vimpelcom до 39,5 %. ФАС РФ сочла, что Telenor нарушила закон об иностранных инвестициях в стратегические предприятия, к которым ФАС в мае 2009 года приравняла и «Вымпелком» с учетом его доминирующего положения на рынке: норвежцы не спросили разрешения на эту сделку у правительственной комиссии. ФАС потребовала, чтобы арбитражный суд признал сделку недействительной, а тот в конце мая ввел жесткие обеспечительные меры — запретил «Вымпелкому» выплачивать дивиденды за 2011 год (18,9 млрд руб.), а его недавно избранному совету директоров и внешним аудиторам — исполнять полномочия.
В конце июля 2012 года комиссия по иностранным инвестициям одобрила одно из условий, при которых ФАС согласится с увеличением доли Telenor: в уставе «Вымпелкома» должно быть закреплено российское гражданство его гендиректора. Другое условие таково: нероссийские акционеры Vimpelcom (то есть Telenor, Weather и украинский предприниматель Виктор Пинчук) не должны увеличивать совокупную долю до тех пор, пока пакет их российского партнера Altimo не достигнет паритетного размера.
15 августа 2012 года компания Нагиба Савириса сообщила о продаже большей части своего пакета в Vimpelcom (14,8 % голосующих акций) российской Altimo за 3,6 $ млрд. Также Weather Investments II уведомила норвежскую Telenor, что реализует опцион на продажу ей почти всех оставшихся у неё бумаг Vimpelcom Ltd — 71 млн привилегированных акций — за 113,6 млн $. Telenor рассчитывает завершить эту сделку до 1 октября 2012 года.
28 сентября 2012 года продал Telenor 71 млн привилегированных акций Vimpelcom (3,44 % голосующих акций холдинга) за $113,6 млн. После этого у него осталось 0,04 % обыкновенных акций, которые Савирис собирается продать на бирже в ближайшее время.

## Ассоциации
Нагиб Савирис входит в следующие советы и комитеты:
- Член международного консультативного комитета совета директоров NYSE с ноября 2005 года.
- Член международного консультативного комитета Национального банка Кувейта.
- Президент Германско-Арабской палаты промышленности и финансов (German-Arab Chamber of Industry and Commerce) в 2008—2009 годах.
- Член высшего совета науки и технологий (Supreme Council of Sciences and Technology), образованного указом бывшего президента Египта Хосни Мубараком. В данный совет также входят нобелевский лауреат доктор Ахмед Зевейл, доктор Farouk El-Baz (англ. Farouk El-Baz) и сэр Magdi Yacoub (англ. Magdi Yacoub).
- Сопредседатель Egyptian Italian Business Council.
- Член попечительского и совета директоров Arab Thought Foundation (англ. Arab Thought Foundation).
- Член попечительского совета French University in Cairo (англ. Arab Thought Foundation).
- Член совета министерства иностранных дел Египта ().
- Член ассоциации по защите прав потребителей Египта (Consumer Rights Protection Association of Egypt).
- Председатель совета директоров Endeavor (англ. Endeavor)[уточнить].

## Участие в политике
Нагиб борец за независимость[уточнить] своей родины, поддерживает направление либерализма. Был вовлечён в революцию в Египте в 2011 году и играл роль посредника между протестующими и людьми Хосни Мубарака. Хотя он высказывался против военного переворота, все же он поддерживал изменения, которые повысят демократизацию и стабильность. Нагиб основал либеральную Партию свободных египтян (англ. Free Egyptians Party).
В 2009 году Нагиб запустил в Египте телевизионную сеть ONTV (родительская компания Hawa Ltd) (англ. ONTV (Egypt)), которая занимает либеральную позицию. Показывает два наиболее просматриваемых шоу в Египте. Станция (канал) позиционирует себя на своем сайте, как единственный политически независимый канал в Египте. В сентябре 2011 года Hawa Ltd запустила канал ONTVLive с годовым бюджетом 3 млн $. ONTV и ONTVLive имеют одинаковый редакторский состав (около 30 журналистов по всему Египту). ONTVLive предприняла попытку ориентировать себя как более панарбский канал чем ONTV, нанимая ведущих из других арабских государств (Судана и Ливии, например), также, предложив правительству Катара начать показывать данный канал в его столице Доха.

## Награды и признание
Нагиб Савирис имеет множество почётных степеней, промышленных и гражданских наград, включая французский Орден Почётного легиона и Civil decorations of Pakistan (англ. Civil decorations of Pakistan), присужденную ему в 2006 году Первезом Мушаррафом «за услуги, предоставленные людям Пакистана в сфере телекоммуникаций, инвестиций и социального сектора». В ноябре 2011 года Канадский Международный Совет (англ. Canadian International Council) признал его глобалистом 2011 года (2011 CIC Globalist of the Year).